# Церковь Святой Мученицы Зинаиды (Рио-де-Жанейро)
Церковь Святой Мученицы Зинаиды (порт. Igreja de Santa Mártir Zenaide) — православный храм в Рио-де-Жанейро. Относится к Аргентинской и Южноамериканской епархии Русской православной церкви.
Храм Святой Мученицы Зинаиды признан объектом художественной ценности.

## История

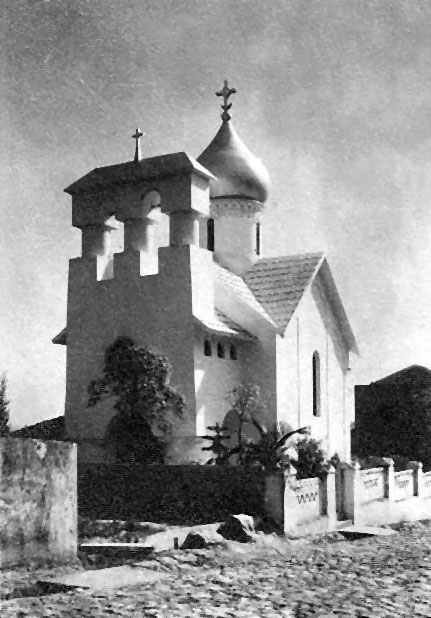

18 (30) июля 1811 года согласно указу российского императора Александра I в Рио-де-Жанейро было открыто генеральное консульство Российской империи в тогдашней столице Португальской империи. При многих русских миссия за границей существовали православные приходы. На средства императора Николая II было начато строительство православного храма при дипломатической миссии в честь святителя Николая, архиепископа Мирликийского.
К концу 1917 года строительство было окончено, но после октябрьской революции Посольство существовать перестало, и власти Рио-де-Жанейро передали Никольский храм Антиохийской православной церкви.
21 июля 1921 года в Рио-де-Жанейро на французском пароходе «Аквитания» прибыли 650 русских беженцев из турецких лагерей Галлиполи, Лемноса и Константинополя. 2 августа на пароходе «Прованс» прибыли ещё 750 русских, из которых в Бразилии осталось 400. На тот момент Рио-де-Жанейро был столицей и самым крупным городом Бразилии. Это были в большинстве бывшие офицеры, без всяких средств к существованию, без знания португальского языка, без какой-бы то ни было организованной помощи со стороны правительства. Приблизительно треть осталась в Рио де Жанейро. Остальные рассеялись по другим штатам.
После этого русские эмигранты организовали общину святого Георгия Победоносца, но более десяти лет, ввиду отсутствия русского духовенства и собственного подходящего помещения для общей молитвы и собраний, вынуждены были быть прихожанами Никольского храма.
4 марта 1930 году община направила в Париж управляющему русскими православными приходами в Западной Европе митрополиту Евлогию (Георгиевскому) письмо с просьбой прислать к ним находящегося в то время в Перу иеромонаха Михея (Ордынцева). В письме от 28 марта того же года сообщалось, что «Митрополит Евлогий… согласен на переезд иеромонаха Михея в Бразилию, о чём последний извещается».
28 апреля 1933 года на организационном собрании Правления прихода святого Георгия Победоносца Н. М. Щелкунов внёс предложение построить собственный храм. Ему же было поручено разработать Устав прихода.
В 1934 году русская православная община была зарегистрирована властями в качестве юридического лица, что давало приходу возможность купить в рассрочку участок земли в районе для строительства на нём собственного храма. Выбор пал на район Санта-Тереза, поскольку здесь сходились все трамвайные линии города, и значительная часть русских эмигрантов города проживала в этом районе или неподалёку от него. Для сбора средств Русская община Санта-Терезы организовывала концерты, балы, театральные вечера и представления.
Проект в стиле псковских храмов конца XIII — начала XIV века и планы строительства были разработаны инженером Константином Трофимовым, удачно совмещавшим технические знания со званием учёного-археолога и знатока церковной архитектуры Древней Руси.
11 августа 1935 года архиепископ Сан-Паульский и Бразильский Феодосий (Самойлович) и временно находившийся в Бразилии митрополит Тиро-Сидонский Илия (Диб) (Антиохийская Православная Церковь) совершили торжественную закладку будущего храма. После этого началось строительство.
Контроль за строительством осуществлял архитектор Глеб Константинович Сахаров. Ко времени возведения основной постройки скончалась супруга, и он внёс в фонд строительства весьма крупную сумму, с условием, что храм будет освящён в честь небесной покровительницы его супруги — мученицы Зинаиды. Это большое событие для Рио-де-Жанейро того времени было отмечено в местных газетах.
Практически все русские семьи, проживавшие в то время в Рио-де-Жанейро, жертвовали деньги на постройку или лично принимали участие в строительстве в свободное время. Для сокращения расходов, многие русские ежедневно, после рабочего дня, приходили работать на постройке. Посвящали они этому делу и выходные, а также и свои отпуска.
29 августа 1937 года при большом скоплении молящихся архиепископ Феодосий освятил храм и его престол в честь святой мученицы Зинаиды.
По окончании строительства образовался довольно крепкий и многочисленный приход. Первым настоятелем храма Святой Мученицы Зинаиды стал священник Георгий Гордов, юрист по образованию, до революции служивший городским главой одного из небольших городов Крыма. В 1939 году настоятелем становится архитектор храма Константин Трофимов, возглавлявший приход до 1950 года.
С 1947 по 1955 годы, в состав русской православной общины Рио-же-Жанейро вошли многочисленные русские эмигранты из послевоенной Европы. Затем, ещё большее число русских людей прибыло из Китая, где до конца 1940-х годов церковная жизнь русских была весьма насыщенной.
Расцвет церковной жизни храма и общины приходится на 1950—1963 годы. Состав хора под управлением долголетнего регента Бориса Кириллова, прибывшего со своей семьёй из Харбина, в лучшие времена насчитывал до 25 человек. Хор, помимо сопровождения храмовых богослужений, давал светские концерты в городе и в Министерстве культуры.
С 1956 по 1959 годы настоятелем храма был священник Николай Падерин, также выходец из Харбина. В его настоятельство за счёт общины проводились технические работы по укреплению земли на участке и реконструкция расположенных на нём построек. Значительная сумма для этого была пожертвована прихожанином храма Александром Синковским.
В 1964 году в приходе произошёл конфликт настоятеля с частью прихожан. Существующий на то время церковный Совет, хор и половина прихожан покинули приход и перешли в Покровский храм города Нитерой. Был начат долгий судебный процесс.
В 1968 году священник Василий Павловский Синодом Русской Православной Церкви Заграницей за отказ исполнения распоряжений своего священноначалия был запрещён в священнослужении, а 1969 году лишён священного сана. Этим решениям он не подчинился и в том же году перешёл в юрисдикцию Северо-Американской митрополии (с 1970 года — Православная церковь в Америке).
В 1973 году приход вернулся в лоно Русской Зарубежной Церкви. Для восстановления пустующей церковной казны, группа дам объединилась в независимый кружок и, под руководством Лидии Петровны Салатко, устроила два больших вечера-бала. Чистый сбор пошёл на содержание прихода и был настолько велик, что дал приходу возможность просуществовать почти три года.
В 1976 году приход снова приняла к себе Православная Церковь в Америке.
В октябре 1978 года храм посетил предстоятель ПЦА митрополит Феодосий (Лазор). За богослужением священник Василий Павловский был возведён в сан протоиерея. Храм неоднократно посещал протоиерей Кирилл Фотиев, известный церковный и общественный деятель русского зарубежья. Постепенно приход «сходил на нет».
Приезд в ноябре 1997 года группы православных Московского Патриархата сыграл определённую роль в дальнейшей жизни прихода. По воспоминаниям монахини Иоанны: «Хора не было, о. Василий включал магнитофон — вот и весь хор. На службе всего несколько человек. Отец Василий интересный: <…> служил без подризника и с двумя крестами („серебряным“ и „золотым“, по-детски считая, что носить надо оба), вычеркнул из требника некоторые слова, которые, как он считал, туда вписали большевики, например „Страшный“, „Со страхом“ (Божиим приступите): „Какой может быть страх?“ — недоумевал он, но был батюшка глубоко верующим и искренним». Впервые за многие годы прихожане услышали живое пения (многие из них ещё помнили знаменитый приходской хор). Это подтолкнуло приход к переходу в Московский Патриархат.
В последние годы своей жизни протоиерей Василий Павловский обратился в Синод ПЦА с просьбой освободить его от обязанностей настоятеля храма и прислать в Рио-де-Жанейро нового настоятеля, но условия проживания священника были весьма стесненные, и желающих приехать на такой приход не нашлось. В это же время, по соглашению с Синодом ПЦА, протоиерей Василий установил контакт с иерархом Русской Православной Церкви архиепископом Аргентинским и Южноамериканским Платоном (Удовенко).
После смерти протоиерея Василия Павловского в 1998 году богослужения раз в месяц совершались приезжавшим сюда протоиереем Анатолием Топала, настоятелем храма Преподобного Сергия в городе Порту-Алегри.
20−28 января 1999 года приход посетил заместитель председателя ОВЦС архимандрит Феофан (Ашурков). Во время визита архимандрит Феофан совершил в храме Святой Мученицы Зинаиды Божественную литургию: «К моему удивлению, в храме собралось большое количество верующих людей, около 200 человек. Прекрасно пел хор из старых прихожан. В последние годы богослужения в храме совершались редко. Из-за отсутствия священника не было службы на праздник Крещения Господня, поэтому после Божественной литургии я совершил водосвятный молебен. Затем состоялось приходское собрание, на котором прихожане храма подтвердили своё решение перейти в юрисдикцию Московского Патриархата, что и было официально оформлено».
16 февраля того же года Священный Синод Русской православной церкви определил принять в юрисдикцию Русской Православной Церкви приход святой мученицы Зинаиды в Рио-де-Жанейро.
5 октября 1999 года решением Священного Синода настоятелем прихода Святой Зинаиды был назначен игумен Сергий (Зятьков).
27 января 2000 года Министерством Юстиции Бразилии был зарегистрирован новый Устав прихода, принятый общим собранием прихожан. 10 февраля того же года устав был зарегистрирован а нотариальной конторой Рио-де-Жанейро.
Из-за жаркого климата игумен Сергий не смог продолжительное время оставаться в Рио-де-Жанейро.
6 октября 2001 года Священным Синодом Русской Православной Церкви игумен Сергий был освобождён от должности настоятеля, а новым настоятелем храма назначен священник Павел Феоктистов; 30 октября игумен Сергий отбыл в Москву.
В октябре 2002 года состоялось празднование 65-летия храма. 24 октября, в день памяти святой мученицы Зинаиды, на праздник прибыл архиепископ Аргентинский и Южноамериканский Платон (Удовенко) в сопровождении протоиерея Анатолия Топала. Чтобы в торжествах смогли принять участие все желающие, празднование юбилея и архиерейское богослужение были перенесены на выходные дни 26 и 27 октября.
В декабре 2003 года на средства Московской Патриархии был начат первый в истории храма капитальный ремонт, в ходе которого престол и стены иконостаса были отделаны белым мрамором в сочетании с голубым гранитом, добываемым в штате Баия и особой породой дуба, произрастающего в Бразилии. За счёт пожертвований была произведена реставрация храмовых икон.
19 февраля 2006 года митрополит Смоленский и Калининградский Кирилл и митрополит Аргентинский и Южноамериканский Платон в сослужении духовенства бразильского благочиния совершили чин Великого освящения Храма. Одновременно храм получил новый антиминс, подаренный Патриархом Московским и всея Руси Алексием II; в этот антиминс были заложены мощи священномученика Сергия Раквереского. Прежний был подписан 34 годами ранее митрополитом Иринеем (Бекишем).
В ночь на 13 мая 2006 года группа хулиганов изуродовала вход на территорию храма, изрисовав его граффити и повредив наружную ограду.
В мае 2007 года всё духовенство РПЦЗ в Бразилии не приняло Акта о каноническом общении между РПЦЗ и Московским Патриархатом, после чего некоторые прихожане русского храма в городе Нитерой, расположенного рядом с Рио-де-Жанейро, не пожелавшие разделять раскольническую позицию своего настоятеля, были приняты в члены прихода во имя во имя святой мученицы Зинаиды.
25 и 26 октября 2008 года в Рио-де-Жанейро, одном из крупнейших городов Бразилии, прошли Дни России, в ходе которых храм посетили епископ Домодедовский Евтихий (Курочкин), митрополит Аргентинский и Южно-Американский Платон (Удовенко), митрополит Восточно-Американский и Нью-Йоркский Иларион (Капрал), архиепископ Хустский и Виноградовский Марк (Петровцы), архиепископ Рязанский и Касимовский Павел (Пономарёв), епископ Каракасский Иоанн (Берзинь). 26 октября они совершили Божественную литургию возле статуи Христа Спасителя на горе Корковаду..
12 июля 2009 года при храме Святой Мученицы Зинаиды была открыта приходская библиотека. Начало формированию фонда положила встреча с некоторыми из пожилых прихожан, которые в беседе признались, что их дети не интересуются книгами на русском языке и что они, скорее всего, расстанутся с русскими книгами после ухода их родителей. Было решено устроить собрание книг русской колонии. Тематика библиотечного фонда — иконография, классическая русская литература, детская литература, современная русская литература, историческая литература, периодические издания.
13 января 2011 года клирики Московского Патриархата, несущие служение в Бразилии, во второй раз в истории совершили Божественную литургию на горе Корковаду в Рио-де-Жанейро, на которой установлена статуя Христа Спасителя.
26 февраля 2011 года в приходе Святой Мученицы Зинаиды участники «Движения Православной Молодёжи Рио-де-Жанейро» провели круглый стол на тему «Карнавал — осквернённый праздник».
В канун Пасхи 2011 года была успешно завершена реставрация пяти колоколов, молчавших два десятилетия. 24 апреля во время Пасхальной Заутрени на Крестном ходе вокруг храма вновь зазвучал колокольный звон.
23 февраля 2014 года в храме мученицы Зинаиды в Рио-де-Жанейро, состоялась презентация книги «Русский православный храм в Рио-де-Жанейро». Отмечалось, что «сегодня церковь имеет небольшой, но очень дружный приход: в числе прихожан все больше бразильцев — семьи, молодые люди». Бразильские прихожане поют в хоре, помогают в работе перевода песнопений со славянского на португальский, участвуют во всех службах, и в колокол звонит тоже бразилец.
25 июля 2014 года решением Священного Синода Русской Православной Церкви протоиерей Василий Гелеван освобождён от должности настоятеля храма Святой Мученицы Зинаиды в Рио-де-Жанейро в связи с окончанием срока командировки. Вместо него в распоряжение епископа Аргентинского и Южноамериканского Леонида для назначения на должность настоятеля храма Святой Мученицы Зинаиды был направлен священник Сергий Малашкин.
23 ноября 2014 года в часовне Покрова Пресвятой Богородицы, устроенной для православной миссии с одноимённым названием, была отслужена первая Божественная Литургия. По её окончании под председательством протоиерея Анатолия Топала прошло учредительное собрание. Председателем миссии был избран диакон Роман Кунен, секретарем — диакон Маркелл Пайва.

## Настоятели
Община Святого Великомученика и Победоносца Георгия в юрисдикции митрополит Евлогия (Георгиевского) (Константинопольский патриархат)
- игумен Михей (Ордынцев-Кострицкий) (1930—1932)
- иеромонах Иларион (1932—1937)

в юрисдикции Русской Православной Церкви Заграницей
- 1937—1939 — священник Георгий Гордов
- 1939—1950 — священник Константин Трофимов
- 1950—1956 — протоиерей Иоанн Наговский
- 1956—1959 — священник Николай Падерин
- 1959—1963 — игумен Валентин (Богданов)
- 1963—1973 — священник Василий Павловский
- 1973—1974 — священник Сергий Листов
- 1974—1975 — священник Виталий Глаголев
- 1975—1976 — архимандрит Валентин (Богданов)

в юрисдикции ПЦА
- 1976—1998 — протоиерей Василий Павловский
- 1998—1999 — протоиерей Анатолий Топала (Московский Патриархат)

Русская православная церковь
- протоиерей Анатолий Топала (16 февраля — октябрь 1999)
- игумен Сергий (Зятьков) (5 октября 1999 — 6 октября 2001)
- священник Павел Феоктистов (6 января 2001 — 26 декабря 2006)
- священник Василий Гелеван (26 декабря 2006 — 25 июля 2014)
- священник Сергий Малашкин (26 октября 2014 — 26 декабря 2019)